# 日本主義
日本主義（にほんしゅぎ）は、明治時代中期において明治政府の極端な欧化主義に対する反動として起こり、日本古来の伝統的な精神を重視しこれを国家・社会の基調としようとした国家主義思想である。三宅雪嶺や高山樗牛、井上哲次郎、井上円了らによって提唱された。
明治時代から第二次世界大戦後における欧化主義・民主主義・社会主義に反対しながら、日本の伝統的な国粋主義や愛国心を擁護しようとした思想・運動である。思想的には一定の体系を成しておらず、その内容は論者によって相違するが、政治的には欧米協調主義への反対と日本の国権・対外強硬策の強調を主張する。大正時代や昭和時代になると資本主義の高度化に伴って階級対立が激しくなり社会主義・共産主義思想が日本国内に流入するようになると、「日本主義」はこれらの政治思想に対抗するイデオロギーとして再構築されて機能し、天皇を中心とする日本の国家像など皇国史観や国体思想を強調させて右翼活動家や旧日本軍の軍人たちに強く支持されて軍国主義の思想と結び付いた。